# Pavlos Kontides
Pavlos Kontides (řecky Παύλος Κοντίδης, * 11. února 1990 Lemesos) je kyperský reprezentant v jachtingu. Nejčastěji soutěží v jednoposádkové třídě Laser.
Na Letních olympijských hrách 2008 obsadil 13. místo. O rok později se stal juniorským mistrem světa. Na Letních olympijských hrách 2012 skončil druhý za Tomem Slingsbym z Austrálie a získal tak historicky první olympijskou medaili pro Kypr. Na mistrovství světa v jachtingu v roce 2013 skončil druhý. Byl vlajkonošem kyperské výpravy na LOH 2016, kde skončil na sedmém místě. V letech 2017 a 2018 se stal mistrem světa a v roce 2018 také mistrem Evropy. Téhož roku byl vyhlášen Jachtařem roku podle Mezinárodní jachtařské federace.
Na Kypru vyšla poštovní známka s jeho portrétem.